# 芙蓉海岸
芙蓉海岸（英語：Hibiscus Coast）位于新西兰的罗德尼区，是豪拉基湾海岸的延伸，驱车前往北岸市需要十分钟。北车的豪拉基湾沿岸伸展。它包含了奥克兰大都会区最北端的部分。
芙蓉海岸从旺阿帕劳阿半岛的北部伸展到卡沃岛。它是由几个小郊区的住宅及商业区，如斯坦莫尔湾，阿尔克利丝湾、陆军湾、小曼利、大曼利、红海滩、海湾港、锡尔弗代尔和斯蒂尔沃特，但在该地区的主要镇是旺阿帕劳阿。